# Archaeomalthodes rosetta
Archaeomalthodes rosetta (лат.) — вид вымерших жуков из семейства мягкотелок (Cantharidae), единственный в роде Archaeomalthodes. Обнаружены в Бирманском янтаре (Юго-Восточная Азия, Мьянма, возраст около 100 млн лет; меловой период).
Мелкие жуки, длина тела 2,5 мм. Самцы коричневые, глаза чёрные и покрыты тонкими желтоватыми волосками.